# Старово (Болгария)
Старово (болг. Старово) — село в Болгарии. Находится в Кырджалийской области, входит в общину Кирково. Население составляет 331 человек.

## Политическая ситуация
В местном кметстве Старово, в состав которого входит Старово, должность кмета (старосты) исполняет Юсеин Юсуф Мехмед (Движение за права и свободы (ДПС)) по результатам выборов правления кметства.
Кмет (мэр) общины Кирково — Шукран Кязим Идриз (Движение за права и свободы (ДПС)) по результатам выборов в правление общины.